# Jason Molina
Jason Andrew Molina (født 30. december 1973, død 16. marts 2013) var en amerikansk musiker og singer-songwriter, som var bedst kendt for at udgive musik under navnet Songs: Ohia.

## Karriere
Molina begyndte sin karriere med at spille basguitar i en række lokale heavy metal bands, før han begyndte at lave musik selv under en række forskellige navne. Han begyndte i 1995 at lave musik under navnet Songs: Ohia, og i 1997 udgav han sit debutalbum, det selvbetitlet Songs: Ohia. Over de næste år udgav Molina i alt syv studiealbum under navnet. De første to album under navnet var soloprojekter, men ved det tredje album Axxess & Ace, som blev udgivet i 1999, begyndte Molina at arbejde med en række studiemusikere fra forskellige bands, og tog ofte stilistisk inspiration fra disse bands.
Molina udgav i 2003 albummet The Magnolia Electric Co. under Songs: Ohia. Under turnéen for albummet, annoncerede Molina at Songs: Ohia ville blive omdannet til et band med faste medlemmer under navnet Magnolia Electric Co. Bandet bestod af musikere som havde været del af at producere albummet af samme navn, og nogle som havde været del af det forrige album Didn't It Rain fra 2002. Over de næste år udgav bandet fire studiealbum. Ved siden af sit arbejde med bandet, så udgav Molina i årene to soloalbum og et samarbejdsalbum med Will Johnson.
Molina havde over sin karriere døjet med alkoholisme, og i november 2009 måtte han aflyse sin turné med Magnolia Electric Co., og i februar 2010 blev hans turné med Will Johnson også aflyst. Der blev på tidspunktet ikke givet mere information end, at Molina havde helbredsproblemer. Efter aflysningerne forsvandt Molina fra det offentlige liv, og det var først maj 2012, at Molina igen lavede et opslag på sin hjemmeside, hvor han forklarede hvad han havde været igennem de forrige år. Det lykkedes dog ikke Molina at komme sig fra sine helbredsproblemer, og den 16. marts 2013 døde han af organsvigt som resultat af hans alkoholmisbrug.